# Eco (Computerspiel)
Eco ist ein Computerspiel des amerikanischen Spieleentwicklers Strange Loop Games. In dem Simulationsspiel bauen Spieler gemeinsam eine Zivilisation auf einem virtuellen Planeten auf. Das Spiel simuliert auch die Auswirkungen von Ressourcenausbeutung auf die Umwelt und soll neben Unterhaltungs- auch Bildungszwecke erfüllen. Der Titel erschien im Februar 2018 als Early-Access-Spiel für Windows.

## Handlung
Die Spielwelt von Eco wird durch einen bevorstehenden Asteroideneinschlag bedroht. Aufgabe des Spielers ist ein ausreichendes Technologieniveau zu erreichen, um den Asteroid vor dessen Einschlag zu zerstören, ohne dabei das Ökosystem der Spielwelt durch übermäßige Ausbeutung von Ressourcen oder Verschmutzung zu schädigen. Die Spielwelt ist ein, im Verhältnis zur Erde, sehr kleiner Planet. Er besteht aus Erde, Gestein und anderen Ressourcen und wird von verschiedenen Landschaftsformen, wie zum Beispiel Wäldern, Wiesen oder Flüssen bedeckt. Der Planet bietet sowohl diversen Tieren als auch verschiedenen Pflanzen einen geeigneten Lebensraum, die vom Spieler gejagt bzw. gesammelt werden können.

## Spielprinzip
Eco ist ein Multiplayer-Survival-Spiel. Die Spieler spielen online in derselben Spielwelt und können mit dieser, aber auch mit anderen Spielern interagieren. Kernidee des Spiels ist eine nachhaltige Lebensweise nachzuspielen. Die Spieler müssen sich vielseitig ernähren und auf eine nachhaltige Nutzung natürlicher Ressourcen achten. Fällen die Spieler beispielsweise zu viele Bäume, kann die durch High-Tech-Maschinen erzeugte Luftverschmutzung kaum noch ausgeglichen werden, was zum Ansteigen des Meeresspiegels führen kann. Spezies von Tieren und Pflanzen können aussterben, wenn sie zu stark bejagt bzw. gesammelt werden.
Um dies zu verhindern, versuchen die Spieler eine funktionierende Gesellschaft zu errichten. Sie können Währungen einführen und ein Wirtschaftssystem etablieren, eine Regierung wählen und Gesetze vorschlagen. Diese hindern andere Spieler am Ausführen bestimmter Spielaktionen oder lenken ihr Verhalten durch Steuern oder Subventionen. Im Gegensatz zu anderen Survival-Spielen, gibt es in Eco keine Möglichkeit gegen andere Spieler oder Monster zu kämpfen. Die Spielcharaktere können nicht sterben. Das Spiel ermutigt Spieler dazu, mit anderen Spielern zusammenzuarbeiten.

## Produktion
Eco war ursprünglich ein rein für Schüler der Mittelstufe konzipiertes Bildungswerkzeug, für das Strange Loop Games zeitweise mit der University of Illinois zusammenarbeitete. Das US-amerikanische Bildungsministerium steuerte über eine Million US-Dollar für die Entwicklung bei. Strange Loop hatte zuvor lediglich zwei Spiele produziert, das 2012 veröffentlichte Knobelspiel Vessel und das Serious Game Sim Cell von 2013. Beim Design des Spiels ließen sich die Macher von den Open-World-Spielen Minecraft und Rust sowie von den dynamischen Prozessen der Community rund um das Spiel EVE Online inspirieren.
Im August 2015 versuchte Strange-Loop-Geschäftsführer und Eco-Designer John Krajewski über die Crowdfunding-Plattform Kickstarter 100.000 US-Dollar für den Ausbau des Spiels einzunehmen. Die Kampagne war erfolgreich, Strange Loop erhielt über 200.000 US-Dollar. Als Fertigstellungstermin für die erste Alpha-Version wurde September 2015 anvisiert. Am 6. Februar 2018 erfolgte eine Veröffentlichung als Early-Access-Spiel, um die weitere Entwicklung zu finanzieren.

## Auszeichnungen
| Preisverleihung                  | Kategorie | Resultat | Datum      |
| -------------------------------- | --------- | -------- | ---------- |
| GamesBeat Game of the Year Award |           | Gewonnen | 27.12.2018 |

## Rezensionen
Das deutsche Magazin GameStar bezeichnete Eco als „ambitioniertes Survival-Spiel“ mit „innovativem Ansatz“. Rock, Paper, Shotgun nannte das Spiel „Minecraft in schön“ und stellt als Alleinstellungsmerkmal heraus, dass Sandbox-Spiele üblicherweise einen achtlosen Umgang mit Ressourcen förderten, während in Eco die Auswirkungen des Handelns der Spieler auf ihre Umwelt bedacht werden müssten.
Jeff Grub hob in einer Artikel-Serie für VentureBeat den wirtschaftlichen Aspekt des Spiels als den interessantesten hervor, da Spieler hierbei am wenigsten durch Spielmechanismen reguliert würden und sich untereinander auf Wirtschaftssysteme, Währungen und Preise einigen müssten. Dies könne anschaulich Dynamiken, Potenziale und Gefahren realer ökonomischer Prozesse abbilden und entsprechend im Unterricht eingebettet wirtschaftstheoretische Grundlagen nahebringen.

„Ich denke, dass ältere Gymnasiasten viel davon lernen können, wenn sie so spielen wie meine Gruppe. [...] Ich denke, dass Lehrer auch feststellen würden, dass ihre Schüler schnell in Rollen schlüpfen und eine Mikro-Gesellschaft bilden. Und Pädagogen hätten viele Möglichkeiten, die Interaktionen ihrer Schüler als Ausgangspunkt für Diskussionen über Analogien in der realen Welt zu nutzen und darüber, wie die Spieler das Rechtssystem im Spiel nutzen können, um bestimmte Aktivitäten zu verbieten oder einzuschränken, die für alle schädlich sind.“